# Bayer 04 Leverkusen
Pour les articles homonymes, voir Bayer et Leverkusen (homonymie).
Maillots
Actualités
Le Bayer 04 Leverkusen, officiellement « Bayer 04 Leverkusen Fußball GmbH », est un club de football allemand, fondé le 1er juillet 1904 et basé à Leverkusen, en Rhénanie-du-Nord-Westphalie.
Le club est originellement une section du «TSV Bayer 04 Leverkusen e.V.», club omnisports créé par la société chimique et pharmaceutique Bayer. comptant également des sections basket, handball et volley-ball de premier plan. Le 1er avril 1999, la section football se sépare de l'association pour devenir une entreprise qui reste détenue par le groupe Bayer AG.
Le Bayer Leverkusen évolue en 1. Bundesliga, la première division allemande  de football, sans discontinuité depuis 1979, une longévité qui n'est dépassée que par le Bayern Munich et le Borussia Dortmund.
En dépit d'une place croissante sur la scène nationale et de deux premiers trophées, la Coupe UEFA en 1988 et la coupe d'Allemagne en 1993, le Bayer Leverkusen garde longtemps une image d'éternel second et le surnom moqueur de « Neverkusen »,, pour avoir notamment terminé cinq fois à la deuxième place du championnat d'Allemagne entre 1997 et 2016, et perdu la finale de la Ligue des champions en 2002.
Le club connaît finalement en 2023-2024 une saison historique où, après une série record de 51 matchs sans défaite toutes compétitions confondues, dont 41 victoires, il est sacré champion d'Allemagne et atteint la finale de la Ligue Europa et remporte également la Coupe d'Allemagne. Le club est également le premier club allemand à devenir invaincu en championnat sur l'intégralité de la saison.

## Histoire

### Création du club (1904-1949)
Le club est depuis son origine la propriété de Bayer, une société pharmaceutique et agrochimique allemande fondée en 1863 à Barmen. Le 27 novembre 1903, Wilhelm Hauschild, avec le soutien de 170 collègues employés de Friedrich Bayer and Co., demandent aux dirigeants de l’entreprise la création d’un club sportif. La requête est acceptée et le 1er juillet 1904 est créé le « Turn- und Spielverein der Farbenfabriken vormals Friedrich Bayer und Co. », abrégé TuS 04. Le club est localisé à Wiesdorf, où est basée l'entreprise. Wiesdorf sera fusionné avec les villes voisines dans la nouvelle ville de Leverkusen en 1930.
Une section football est formellement créée le 31 mai 1907. Des 23 joueurs initiaux, la section football grandit progressivement et compte en 1923 150 membres, tous employés de Bayer. Dans les années 1920, le club sportif se scinde pour répondre aux exigences de la fédération allemande de gymnastique. Les footballeurs créent avec d'autres sections le FV 04 Leverkusen, qui conserve les traditionnelles couleurs noires et rouges du club, tandis que le TuS 04 devient un club de gymnastes uniquement. Le 8 juin 1928, le FV 04 fusionne avec le Box- und Sportverein Wiesdorf, un autre club créé par des anciens membres du TuS 04 en 1921, et forme le Sportvereinigung Leverkusen 04, club qui reste dans le giron de Bayer et se fait connaître comme le SV Bayer 04 Leverkusen. Le TuS et le SV remporteront dans leurs sports respectifs de nombreux titres nationaux et internationaux, jusqu'à leur fusion en 1984.
Dans les années 1920 et 1930, le club évolue aux troisième et quatrième échelons du football allemand. En 1932, le club s'installe sur un nouveau terrain, rapidement aménagé par les membres du club, bientôt connu comme le Stadtpark (de).
En 1936, le Bayer Leverkusen monte en Bezirksklasse (de), le deuxième échelon du football allemand après la réforme des compétitions mise en place par les Nazis en 1933 et la création des Gauligen. C'est sans doute cette saison-là, à l'occasion d'un match de promotion contre le club de Solinger FC 1895 (de), que les joueurs portent pour la première fois la croix de Bayer sur leurs maillots.
En 1941, une première tribune en bois est construite sur le Stadtpark dont la capacité va progressivement atteindre 18 000 spectateurs.

### La montée en puissance (1949-1979)
En 1949, Leverkusen remporte sa poule du district du Rhin mais s'incline en finale de promotion face au 1. FC Cologne, qui accède en Oberliga (devenu le plus haut échelon du football allemand), tandis que Leverkusen est reversé dans la nouvelle 2. Oberliga Ouest. Dès lors, une rivalité particulière avec le club de Cologne va se développer.
Leverkusen parvient finalement à être promu en 1951. Illustration de sa popularité, lors de la première saison en Oberliga, plus de 10 000 spectateurs en moyenne assistent aux rencontres au Stadtpark, dans une ville qui compte alors 70 000 habitants. En 1955, Leverkusen finit troisième du groupe Ouest, à deux points d'une qualification pour la phase finale du championnat d'Allemagne. Mais privée de son attaquant vedette Fritz Tiede (de), qui arrête sa carrière à 26 ans sur une grave blessure, l'équipe est reléguée la saison suivante.
En 1958, le club déménage dans un nouveau stade baptisé Ulrich-Haberland, du nom de l'ancien président de l'entreprise Bayer Ulrich Haberland (de). En 1962, Leverkusen fait son retour en Oberliga, dont c'est la dernière édition avant la création de la Bundesliga, première compétition régulière organisée à l'échelle du pays. Le club ne parvient pas à terminer à l'une des cinq places qualificatives pour la nouvelle compétition (au contraire des FC Cologne, Borussia Dortmund, Preußen Münster, Schalke 04 et Meidericher SV), et se trouve reversé au sein de la nouvelle Regionalliga Ouest. Les meilleurs joueurs partent progressivement pour des clubs de l'élite, à l'image du gardien de but et futur international Manfred Manglitz en 1962, Heinz Höher (de) en 1963 ou Werner Görts (de) en 1965.
Leverkusen peine d'abord à faire sa place parmi les meilleures équipes de Regionalliga. Elle remporte finalement la poule Ouest en 1968, mais est devancée lors du tournoi de promotion en Bundesliga par le Kickers Offenbach. La performance ne connaît pas de lendemain et en 1973 le club est finalement relégué en troisième division, alors que les cinq Regionalligen sont fusionnées dans une nouvelle 2. Bundesliga nationale, composée deux groupes. Il faut deux saisons à Leverkusen pour faire son retour à cet échelon.
La première saison en 2. Bundesliga est difficile et Leverkusen ne se sauve que de justesse. Mais les suivantes voient le club progresser et la montée en Bundesliga est finalement acquise sous la direction de l'entraîneur Wilkibert Kremer (de) et officialisée le 12 mai 1979 après un match palpitant contre le Bayer 05 Uerdingen (3-3), l'autre club alors soutenu par l'entreprise Bayer.

### Dans l'élite de la Bundesliga (depuis 1979)

#### Années 1980-1990
Après plusieurs saisons d'adaptation, qui permettent au club d’asseoir sa place parmi l'élite, c'est sous l'égide de Erich Ribbeck que le club va glaner ses premiers succès. Sixième du championnat en 1986, le club participe en effet à sa première compétition européenne lors de la saison 1986-1987, avant de gagner la Coupe de l'UEFA la saison suivante.

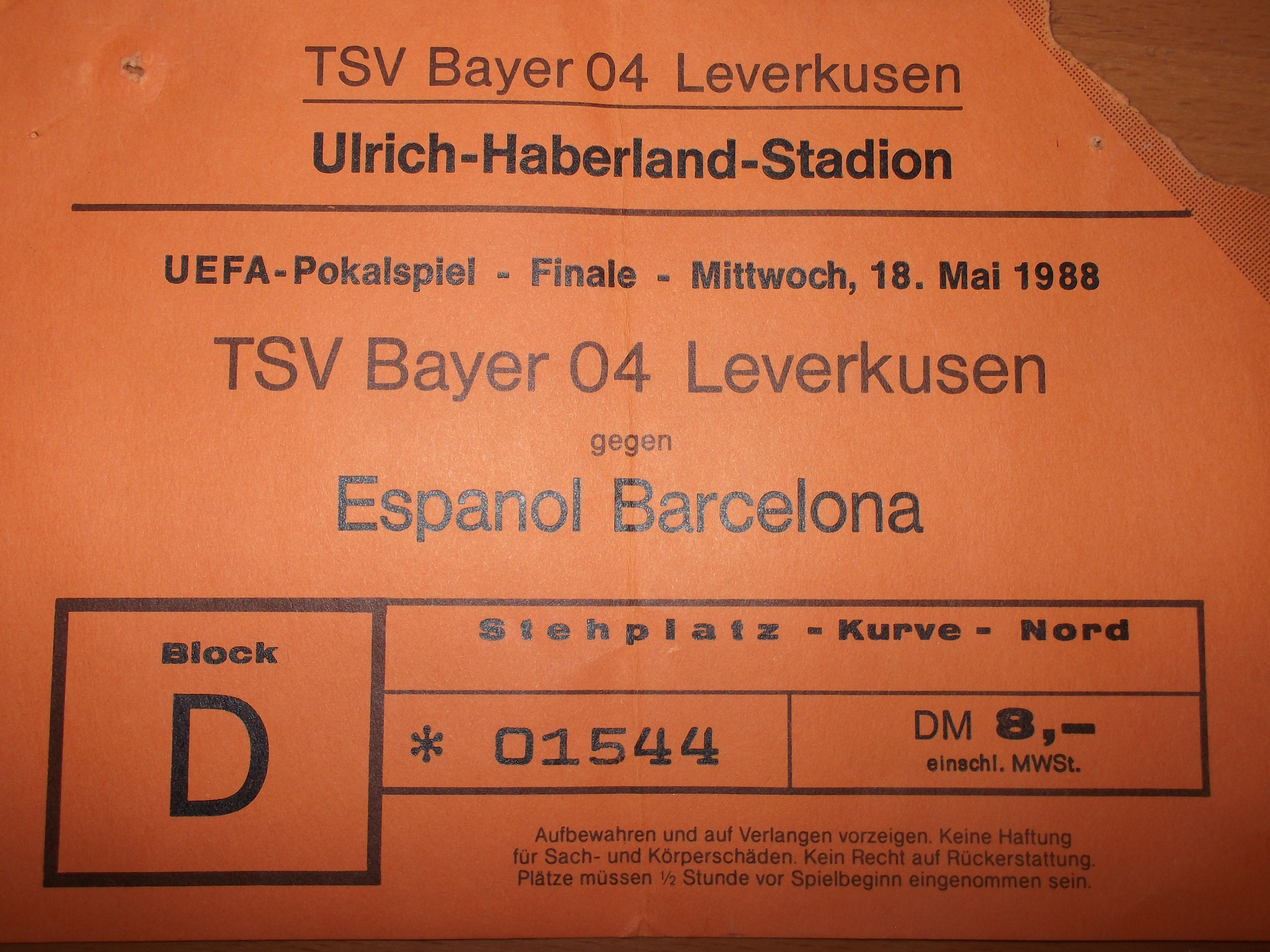
Billet pour le match retour de la finale de la Coupe UEFA 1988.
Vainqueur de la Coupe de l'UEFA 1988 Match aller (0-3).
Vainqueur de la Coupe de l'UEFA 1988 Match retour (3-0 ap, 3-2 (t.a.b)).

En finale contre l'Espanyol Barcelone, les Allemands perdent pourtant le match aller 3 à 0. Mais emmenés par le Coréen Cha Bum-Kun, ils remportent le 18 mai 1988 le match retour par le même score et s'imposent finalement aux tirs au but.
Leverkusen gagne son premier titre national avec la Coupe d'Allemagne en 1993, en battant en finale le Hertha Berlin (1-0), alors un club au statut amateur, grâce à un but d'Ulf Kirsten, un de ses joueurs emblématiques de 1990 à 2003.

#### Années 2000
Le surnom Vizekusen est donné au club entre 2000 et 2002. Lors de la saison 2001-2002, l'équipe termine en effet à la deuxième place de toutes les compétitions dans lesquelles elle est engagée : sur le territoire national, elle termine deuxième du championnat (une place déjà obtenue en 1997, 1999 et 2000) et perd en finale de coupe contre Schalke 04. Elle atteint en parallèle la finale de la Ligue des champions, apres avoir éliminé la Juventus de Turin et les Anglais d'Arsenal, de Liverpool et de Manchester United, mais elle s'y incline contre le Real Madrid à Glasgow (1-2). Les Allemands de l'équipe (Oliver Neuville, Carsten Ramelow, Bernd Schneider et Michael Ballack), sélectionnés pour la Coupe du monde 2002, s'y inclinent également en finale face au Brésil.
Le club fait à cette époque partie du G14, organisation de lobbying des clubs de football professionnels les plus puissants d'Europe, qui a existé de 2000 à 2008.

#### Années 2010
Les saisons suivantes sont plus mouvementées. Entre 2010 et 2016, le club retrouve la clé du succès et termine toutes les saisons entre la quatrième et la deuxième place de championnat. En Coupe d'Europe, le club effectue des parcours honorables, mais ne dépasse pas le cap des huitièmes de finale, que ce soit en Ligue des champions ou en Ligue Europa.

#### Années 2020

##### Une saison 2023-2024 historique

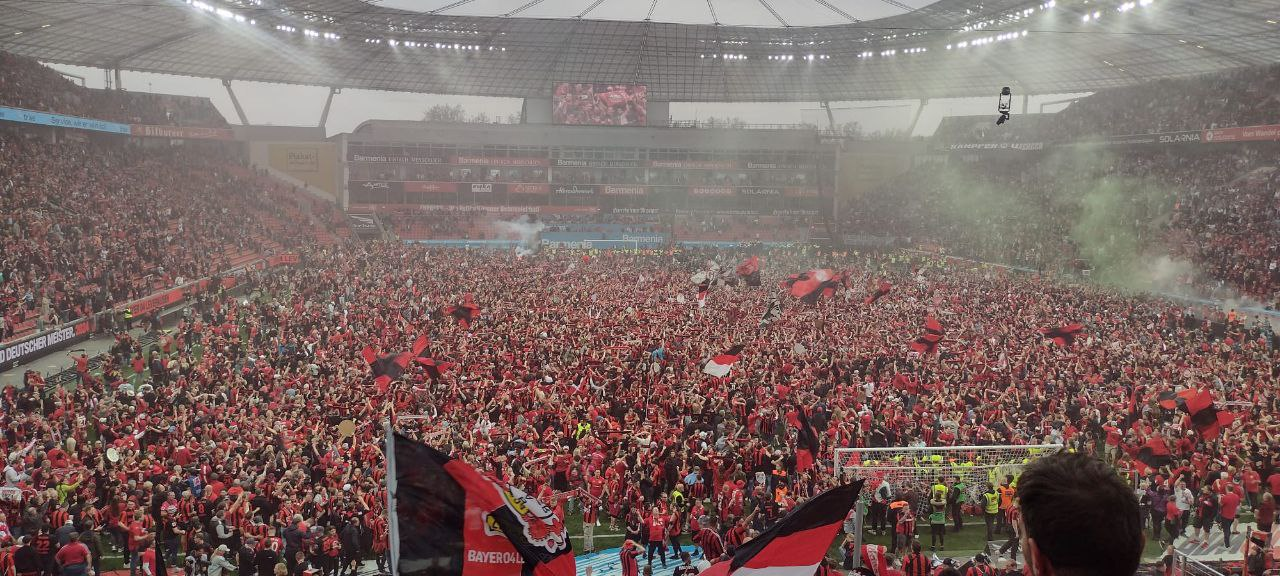
Leverkusen, champion d'Allemagne 2024.

L'équipe, qui connaît des saisons compliquées, est reprise en main par Xabi Alonso, qui métamorphose celle-ci : lors de la saison 2023-2024, Leverkusen remporte pour la première fois de son histoire le championnat d'Allemagne dès le 14 avril 2024, après une victoire contre le Werder Brême, puis devient le premier club à être invaincu sur l'intégralité de la saison,. Le 22 mai 2024, Leverkusen affronte l'équipe italienne de l'Atalanta Bergame en finale de la Ligue Europa à Dublin. Les Bergamasques s'imposent 3-0 grâce à un triplé d'Ademola Lookman, marquant la seule défaite de la saison du Bayer Leverkusen toutes compétitions confondues.
| \| Hrádecký Tapsoba Tah Hincapié Frimpong Andrich Xhaka Grimaldo Hofmann Boniface Wirtz \| L'équipe-type de Xabi Alonso pour la saison 2023-2024. |
| Hrádecký Tapsoba Tah Hincapié Frimpong Andrich Xhaka Grimaldo Hofmann Boniface Wirtz                                                              |

Le 25 mai 2024, le Bayer Leverkusen réalise le doublé avec une victoire en Coupe d'Allemagne face au 1. FC Kaiserslautern (1-0).

##### Saison 2024-2025
La saison 2024-2025 commence plus que bien pour le Bayer Leverkusen qui s'impose aux tirs au but le 17 août en Supercoupe d'Allemagne face à Stuttgart. C'est la première fois que le club remporte ce titre. Le 31 août, lors de la deuxième journée de Bundesliga 2024-2025, le club s'incline 2-3 à domicile contre le RB Leipzig, ce qui marque la première défaite du club contre un club allemand depuis sa défaite le 27 mai 2023 contre le VfL Bochum lors de la 34e journée de la saison 2022-2023, soit une série d'invincibilité de 462 jours au niveau national. 

## Palmarès et résultats sportifs

### Compétitions nationales et internationales
| Compétitions nationales | Compétitions internationales                                                                                     |
| --- | --- |
| - 1. Bundesliga (1) - Champion : 2024 - Vice-champion : 1997, 1999, 2000, 2002, 2011 et 2025 - Coupe d'Allemagne (2) - Vainqueur : 1993, 2024 - Finaliste : 2002, 2009, 2020 - Supercoupe d'Allemagne (1) - Vainqueur : 2024 - Finaliste : 1993 - Coupe hivernale d'Allemagne (1) - Vainqueur : 1994 - Finaliste : 1995 | - Ligue des champions (0) - Finaliste : 2002 - Coupe UEFA/Ligue Europa (1) - Vainqueur : 1988 - Finaliste : 2024 |

Si le Bayer Leverkusen est considéré comme l'un des meilleurs clubs allemands, ce dernier n'a remporté qu'une fois la Bundesliga, en 2024 en finissant invaincu avec Xabi Alonso à sa tête. C'est d'ailleurs la première fois qu'un club allemand termine le championnat invaincu. Le club a également fini cinq fois deuxième, en 1997, 1999, 2000, 2002 et 2011. Le club a gagné deux fois la Coupe d'Allemagne en 1993 et 2024 et en a été le finaliste en 2002, 2009 et 2020. Leverkusen possède tout de même une victoire sur le plan européen avec sa victoire en finale de la Coupe de l'UEFA en 1988 face à l'Espanyol de Barcelone. Après avoir perdu à Barcelone au match aller 3-0, les Allemands l'emportent à leur tour 3-0 chez eux cette fois-ci au stade Ulrich Haberland. Le vainqueur du trophée est déterminé aux tirs au but et le Bayer Leverkusen l'emporte 3 tirs au but à 2.
Le Bayer Leverkusen aurait pu, en 2002, devenir le premier club allemand à réaliser le triplé Championnat-Coupe-Coupe d'Europe, mais les joueurs de Leverkusen vont échouer dans les trois compétitions. En effet, celui-ci termine deuxième de Bundesliga, un point seulement derrière le Borussia Dortmund, est battu en finale de la coupe d'Allemagne par Schalke 04 (4-2) et chute également en finale de la Ligue des champions face au Real Madrid, dans le Hampden Park de Glasgow. Raùl ouvre le score à la 8e minute, puis Leverkusen égalise grâce à Lucio à la 13e minute. À la 45e minute, Zinédine Zidane donne l'avantage au Real grâce à une superbe reprise de volée du pied gauche. Le Real n'est pas rejoint et remporte sa neuvième Ligue des champions.

### Parcours européen
Au 17 août 2025, le Bayer Leverkusen est classé à la 7e place du classement UEFA.

## Logotypes

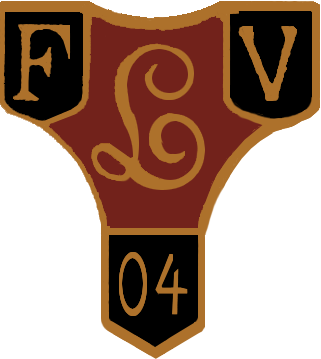
1923–1928
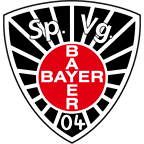
1928–1938
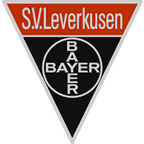
1948–1965
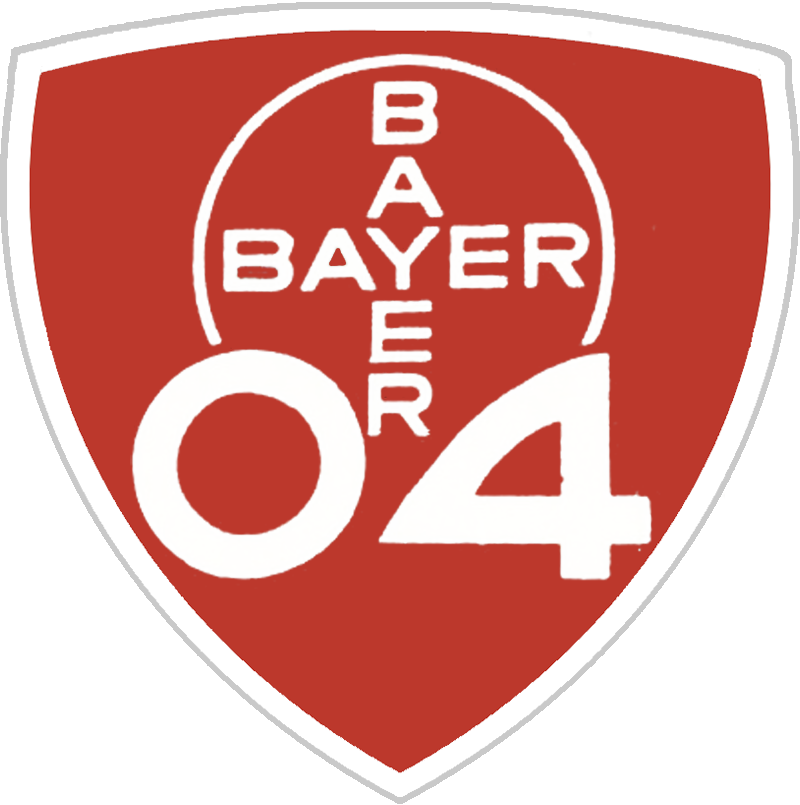
1948–1968 (Variante)
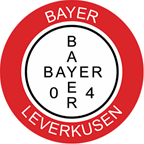
1965–1970
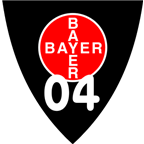
1970–1976
1976–1984
1984–1990
1990–1996
Depuis 1996

## Personnalités du club

### Entraîneurs
| Entraîneur               | Début             | Fin               | M   | G  | N  | P  | %     |
| ------------------------ | ----------------- | ----------------- | --- | -- | -- | -- | ----- |
| Manfred Rummel           | 1er juillet 1975  | 8 février 1976    | 23  | 6  | 7  | 10 | 26.0  |
| Radoslav Momirski        | 15 février 1976   | 27 mars 1976      | 6   | 2  | 0  | 4  | 33.3  |
| Willibert Kremer         | 10 avril 1976     | 22 novembre 1981  | 214 | 87 | 53 | 74 | 40.6  |
| Gerhard Kentschke        | 23 novembre 1981  | 30 juin 1982      | 20  | 5  | 4  | 11 | 25.0  |
| Dettmar Cramer           | 1er juillet 1982  | 30 juin 1985      | 108 | 36 | 30 | 42 | 33.3  |
| Erich Ribbeck            | 1er juillet 1985  | 30 juin 1988      | 125 | 53 | 36 | 36 | 42.4  |
| Rinus Michels            | 1er juillet 1988  | 13 avril 1989     | 31  | 11 | 10 | 10 | 35.4  |
| Jürgen Gelsdorf          | 13 avril 1989     | 31 mai 1991       | 86  | 30 | 34 | 22 | 34.8  |
| Peter Hermann (intérim)  | 1er juin 1991     | 30 juin 1991      | 2   | 1  | 0  | 1  | 50.0  |
| Reinhard Saftig          | 1er juillet 1991  | 4 mai 1995        | 78  | 35 | 26 | 17 | 44.8  |
| Dragoslav Stepanović     | 6 mai 1993        | 7 avril 1995      | 85  | 37 | 27 | 21 | 43.5  |
| Erich Ribbeck            | 10 avril 1995     | 28 avril 1996     | 48  | 17 | 18 | 13 | 35.4  |
| Peter Hermann (intérim)  | 28 avril 1996     | 30 juin 1996      | 5   | 1  | 1  | 3  | 20.0  |
| Christoph Daum           | 1er juillet 1996  | 21 octobre 2000   | 185 | 91 | 57 | 37 | 49.1  |
| Rudi Völler (intérim)    | 21 octobre 2000   | 11 novembre 2000  | 7   | 5  | 2  | 0  | 71.4  |
| Berti Vogts              | 14 novembre 2000  | 21 mai 2001       | 25  | 11 | 3  | 11 | 44.0  |
| Klaus Toppmöller         | 1er juillet 2001  | 16 février 2003   | 95  | 47 | 16 | 32 | 49.4  |
| Thomas Hörster (intérim) | 16 février 2003   | 12 mai 2003       | 16  | 4  | 2  | 10 | 25.0  |
| Klaus Augenthaler        | 13 mai 2003       | 16 septembre 2005 | 94  | 46 | 21 | 27 | 48.9  |
| Rudi Völler (intérim)    | 16 septembre 2005 | 9 octobre 2005    | 5   | 2  | 1  | 2  | 40.0  |
| Michael Skibbe           | 9 octobre 2005    | 21 mai 2008       | 123 | 52 | 26 | 45 | 42.2  |
| Bruno Labbadia           | 1er juillet 2008  | 30 juin 2009      | 40  | 19 | 7  | 14 | 47.5  |
| Jupp Heynckes            | 1er juillet 2009  | 30 juin 2011      | 84  | 44 | 26 | 14 | 52.3  |
| Robin Dutt               | 1er juillet 2011  | 1er avril 2012    | 37  | 14 | 8  | 15 | 37.8  |
| Sascha Lewandowski       | 1er avril 2012    | 30 juin 2013      | 51  | 29 | 11 | 11 | 56.9  |
| Sami Hyypiä              | 1er juillet 2013  | 5 avril 2014      | 41  | 21 | 4  | 16 | 51.2  |
| Sascha Lewandowski       | 5 avril 2014      | 30 juin 2014      | 5   | 4  | 1  | 0  | 80.0  |
| Roger Schmidt            | 1er juillet 2014  | 5 mars 2017       | 128 | 62 | 29 | 37 | 48.4  |
| Tayfun Korkut            | 6 mars 2017       | 9 juin 2017       | 12  | 2  | 6  | 4  | 16.6  |
| Heiko Herrlich           | 9 juin 2017       | 23 décembre 2018  | 62  | 32 | 14 | 16 | 51.6  |
| Peter Bosz               | 23 décembre 2018  | 23 mars 2021      | 108 | 60 | 15 | 33 | 55.5  |
| Hannes Wolf              | 23 mars 2021      | 30 juin 2021      | 8   | 3  | 3  | 2  | 37.50 |
| Gerardo Seoane           | 1er juillet 2021  | 5 octobre 2022    | 56  | 26 | 10 | 20 | 42.46 |
| Xabi Alonso              | 5 octobre 2022    | mai 2025          |     |    |    |    |       |
| Erik ten Hag             | mai 2025          |                   |     |    |    |    |       |

### Joueurs emblématiques
| #  | Nat.                                                 | Joueur           | Période   | Matchs |
| -- | ---------------------------------------------------- | ---------------- | --------- | ------ |
| 1  | Drapeau de l'Allemagne                               | Rüdiger Vollborn | 1982-1999 | 487    |
| 2  | Drapeau de l'Allemagne                               | Thomas Hörster   | 1977-1991 | 453    |
| 3  | Drapeau de l'Allemagne                               | Ulf Kirsten      | 1990-2003 | 448    |
| 4  | Drapeau de l'Allemagne                               | Stefan Kießling  | 2006-2018 | 444    |
| 5  | Drapeau de l'Allemagne                               | Carsten Ramelow  | 1996-2008 | 437    |
| 6  | Drapeau de l'Allemagne · Drapeau de la Côte d'Ivoire | Jonathan Tah     | 2015-2025 | 402    |
| 7  | Drapeau de l'Allemagne                               | Simon Rolfes     | 2005-2015 | 377    |
| 8  | Drapeau de l'Espagne                                 | Gonzalo Castro   | 2005-2015 | 370    |
| 9  | Drapeau de l'Allemagne                               | Bernd Schneider  | 1999-2009 | 366    |
| 10 | Drapeau de l'Allemagne                               | Lars Bender      | 2009-2021 | 342    |

| #  | Nat.                                         | Joueur             | Période   | Buts |
| -- | -------------------------------------------- | ------------------ | --------- | ---- |
| 1  | Drapeau de l'Allemagne                       | Ulf Kirsten        | 1990-2003 | 240  |
| 2  | Drapeau de l'Allemagne                       | Stefan Kießling    | 2006-2018 | 162  |
| 3  | Drapeau de la Bulgarie                       | Dimitar Berbatov   | 2001-2006 | 91   |
| 4  | Drapeau de l'Allemagne                       | Herbert Waas       | 1982-1990 | 87   |
| 5  | Drapeau de l'Allemagne                       | Christian Schreier | 1984-1991 | 83   |
| 6  | Drapeau du Brésil                            | Paulo Sérgio       | 1993-1997 | 64   |
| 7  | Drapeau de la Corée du Sud                   | Cha Bum-Kun        | 1983-1989 | 63   |
| 8  | Drapeau de l'Argentine · Drapeau de l'Italie | Lucas Alario       | 2017-2022 | 58   |
| 9  | Drapeau de l'Allemagne                       | Karim Bellarabi    | 2011-2023 | 57   |
| 10 | Drapeau de l'Allemagne                       | Oliver Neuville    | 1999-2004 | 56   |

Joueurs ayant été sélectionné pour une Coupe du monde alors qu'ils jouaient pour Leverkusen
- Cha Bum-kun (1986)
- Jorginho (1990)
- Ioan Lupescu (1994)
- Paulo Sérgio (1994)
- Emerson (1998)
- Jan Heintze (1998)
- Christian Wörns (1998)
- Ulf Kirsten (1994, 1998)
- Lúcio (2002)
- Yıldıray Baştürk (2002)
- Frankie Hejduk (2002)
- Carsten Ramelow (2002)
- Oliver Neuville (2002)
- Michael Ballack (2002)
- Hans-Jörg Butt (2002)
- Diego Placente (2002)
- Boris Živković (2002)
- Jurica Vranješ (2002)
- Jens Nowotny (2006)
- Bernd Schneider (2002, 2006)
- Jacek Krzynówek (2006)
- Fredrik Stenman (2006)
- Juan (2006)
- Marko Babić (2006)
- Assimiou Touré (2006)
- Andriy Voronin (2006)
- Stefan Kießling (2010)
- Toni Kroos (2010)
- Hans Sarpei (2010)
- Arturo Vidal (2010)
- Tranquillo Barnetta (2006, 2010)
- Eren Derdiyok (2010)
- Andrés Guardado (2014)
- Emir Spahić (2014)
- Son Heung-min (2014)
- Tin Jedvaj (2018)
- Julian Brandt (2018)
- Piero Hincapié (2022)
- Jeremie Frimpong (2022)
- Sardar Azmoun (2022)
- Exequiel Palacios (2022)

### Effectif professionnel actuel
Le premier tableau liste l'effectif professionnel du Bayer Leverkusen pour la saison 2025-2026. Le second recense les prêts effectués par le club lors de cette même saison.
En grisé, les sélections de joueurs internationaux chez les jeunes mais n'ayant jamais été appelés aux échelons supérieurs une fois l'âge-limite dépassé ou les joueurs ayant pris leur retraite internationale.

## Infrastructures

### Stade
Le Bayer dispute ses matchs dans la BayArena depuis 1958. Le stade portait jusqu'en 1998 le nom de Ulrich Haberland Stadion.
Le premier siège fut le terrain de Bayer, un petit complexe avec seulement deux terrains de football ce qui était suffisant vu le niveau de l'équipe à l'époque. En 1932, le club déménagea au Stadtpark, qui après travaux put accueillir jusqu'à 15 000 places. Depuis 1958, le club joue ses matchs à domicile au Ulrich-Haberland-Arena, qui a été reconstruit plusieurs fois au cours des années et rebaptisé BayArena en 1998. Le stade peut accueillir jusqu'à 30 210 spectateurs. La BayArena est surtout connu pour son terrain : il est complètement plat et l’herbe est coupée très courte pour que les conditions soient les plus idéales possible.

## Autres équipes de football
Le Bayer a une section féminine qui évolue en championnat d'Allemagne de football féminin et des équipes de jeunes.

## Supporters et rivalités

### Fans

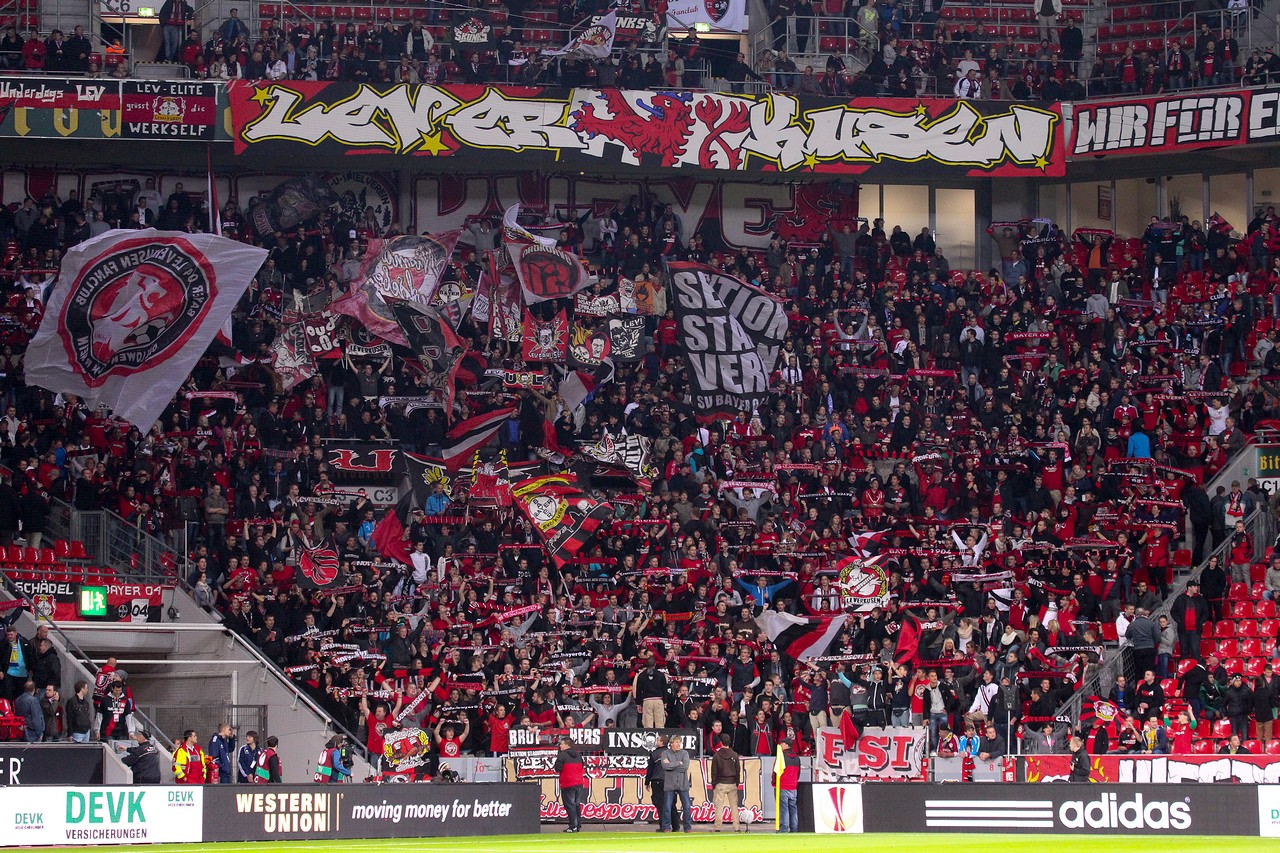
Fans du Bayer Leverkusen dans la BayArena.

Bayer 04 a plus de 355 fanclubs, qui comprennent 25 000 membres. Les plus connues sont les « Mad-Boyz Leverkusen »[réf. nécessaire].

### Rivalité
La plus grosse rivalité est avec le 1.FC Cologne. En effet, géographiquement, la ville de Leverkusen se trouve dans la banlieue de Cologne. C'est le derby du Rhin.
Le Borussia Mönchengladbach est également un club rival du Bayer. D'autres rivalités sont avec le KFC Uerdingen 05, autrefois, ils étaient des clubs amis mais depuis que Bayer s'est séparé de Uerdingen pour se concentrer sur Leverkusen (ce qui fit la faillite du club), ils sont rivaux. Enfin, il existe une rivalité minoritaire avec le Fortuna Dusseldorf.

### Amitiés

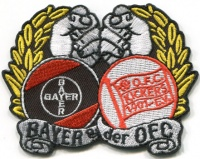
Le club entretient une amitié avec le Kickers Offenbach.

Il existe une très grande amitié avec les Kickers Offenbach[réf. nécessaire].

## Autres sports
- Athlétisme : Dieter Baumann (champion olympique 1992 sur 5 000 mètres), Danny Ecker (saut à la perche), Heidemarie Ecker-Rosendahl (championne olympique en 1972 au saut en longueur et au pentathlon), Heike Henkel (championne olympique 1992 au saut en hauteur), Ulrike Meyfarth (championne olympique 1972 et 1984 au saut en hauteur), Kurt Bendlin (médaillé de bronze au décathlon aux JO de Mexico en 1968), Steffi Nerius (médaille d'argent au javelot, JO 2004), Ingo Schultz (400 mètres)...
- Basket-ball : Le Bayer Giants Leverkusen est le club le plus titré d'Allemagne.
- Boxe : Quatre médaillés olympiques ont été licenciés au Bayer (Reinhard Skriczek, médaille de bronze en 1976, Orhan Delibas, médaille d'argent en 1992, Jan Quast et Arnold Vanderlijde, médaille de bronze en 1992).
- Handball : Le TSV Bayer 04 Leverkusen est le club de handball féminin le plus titré d'Allemagne avec 12 titres de championne d'Allemagne.
- Volley-ball féminin : L'équipe joue en première division.